# Plogoff
Plogoff (en bretó Plougoñ) és un municipi francès, situat a la regió de Bretanya, al departament de Finisterre. L'any 2006 tenia 1.410 habitants. Limita amb els municipis de Primelin i Cléden-Cap-Sizun. A fla fi dels anys 1970 el govern francès va intentar instal·lar-hi una central nuclear, un projecte que va suscitar molta resistència.

## Demografia
| 1962                                       | 1968  | 1975  | 1982  | 1990  | 1999  |  |
| ------------------------------------------ | ----- | ----- | ----- | ----- | ----- |  |
| 2.569                                      | 2.547 | 2.359 | 2.131 | 1.902 | 1.563 |  |
| Des de 1962: població sense dobles comptes |       |       |       |       |       |  |

## Administració
| Període   | Identitat        | Partit |
| --------- | ---------------- | ------ |
| 2001-2008 | Jean Vichon      |        |
| 2008-     | Maurice Lemaitre |        |